# Cabezas
Cabezas è un comune (municipio in spagnolo) della Bolivia nella provincia di Cordillera (dipartimento di Santa Cruz) con 29.394 abitanti (dato 2010).

## Cantoni
Il comune è suddiviso in 6 cantoni.
- Cabezas
- Abapó
- Florida
- Piray
- Curiche
- El Filo